# 芬頓鎮區 (伊利諾伊州懷特塞德縣)
芬頓鎮區（英語：Fenton Township）是位於美國伊利諾伊州懷特塞德縣的一個行政鎮區。

## 地方資料
根據2010年美國人口普查的數據，芬頓鎮區的面積為91.30平方千米，當中陸地面積為90.40平方千米，而水域面積為0.90平方千米。當地共有人口519人，而人口密度為每平方千米5.68人。